# ファッラ・ディゾンツォ天文台
ファッラ・ディゾンツォ天文台（Osservatorio Astronomico di Farra d'Isonzo 、北緯45度54分56.7秒 東経13度31分32.3秒）は、イタリア共和国フリウリ＝ヴェネツィア・ジュリア州ゴリツィア県ファッラ・ディゾンツォ村にある非営利の民間天文台である。
ファッラ・ディゾンツォ天文文化サークル（Circolo Culturale Astronomico di Farra d'Isonzo 略称CCAF）が運営している。天文台コードは 595 Farra d'Isonzo。
CCAFは1975年にアマチュアの天文愛好家たちによって結成され、1980年に天文台を開設した。21世紀初頭現在運用されている主望遠鏡は、口径40cmのニュートン式・カセグレン式望遠鏡で、直径4.5mの可動式ドームに収められている。
この天文台は小惑星の観測で知られ、1993年に (7433) ペレグリーニを発見したのを皮切りに、多くの小惑星を発見した。2016年11月時点での集計によれば、2010年までに220個を発見しており、うち39個が命名されている。その中には、この村の名に因む (7501) ファッラや、村を流れるイゾンツォ川に因む (6501) イゾンツォもある。
小惑星センターのカタログには、観測地・発見者の欄ともに「ファッラ・ディゾンツォ」と記載される。